# 마요르 광장 (마드리드)

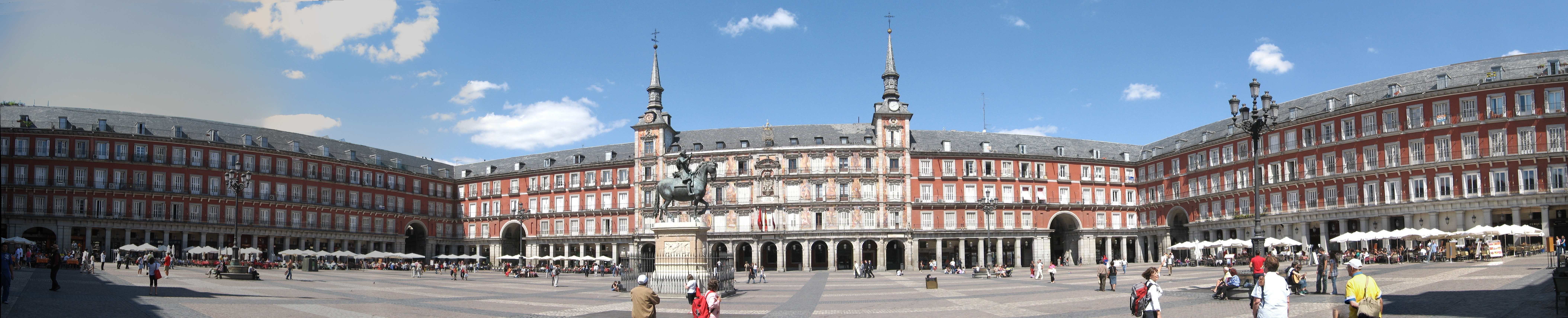
마요르 광장

마요르 광장(스페인어: Plaza Mayor de Madrid)은 스페인 마드리드에 있는 광장이다. 푸에르타 델 솔 및 빌라 광장에서 몇 블록 떨어진 거리에 있다. 129m × 94m의 직사각형 모양을 하고 있으며 광장에 접해있는 237개의 발코니를 가진 3층 건물에 둘러싸여있다.

## 미디어
- KBS 1TV : 《걸어서 세계속으로》